# VGA Saint-Maur Volley-ball
La section volley-ball de la VGA Saint-Maur est un club de volley-ball français basé à Saint-Maur-des-Fossés dans le Val-de-Marne et fondé en 1954.
L'équipe masculine a fait partie de l'élite du volley-ball français lors des années 1970, gagnant un titre de champion de France en 1976. Elle évolue aujourd'hui en Nationale 3 (cinquième niveau national)

## Historique
- 1954 : Création de la section volley-ball
- 1971 : Montée de l'équipe première en Nationale 1 (Plus haut niveau à l'époque)
- 1972 : Vice-Champion de France, qualification en coupe d’Europe
- 1976 : Vainqueur du championnat de France
- 1983 : Descente du club en Nationale 2 (deuxième niveau)
- 1989 : Descente du club en Nationale 3 (quatrième niveau)
- 1990 : Descente du club en Régionale 1
- 1991 : Descente du club en Régionale 2
- 1995 : Montée du club en Nationale 3 (cinquième niveau)
- 2000 : Descente du club en Régionale 1
- 2001 : Descente du club en Régionale 2
- 2004 : Montée du club en Nationale 3 (cinquième niveau)
- 2017 : Montée du club en Nationale 2

## Palmarès
- Championnat de France (1)
  - Vainqueur : 1976
  - Finaliste : 1972, 1974

## Effectif

### L'équipe championne de France en 1975-1976
Entraîneur :  Francis Druenne
| Numéro | Nom                 | Taille | Nationalité |
| ?      | Dominique Prudhomme | 1,89   | France      |
| ?      | Olivier Ducroux     | 1,71   | France      |
| ?      | Denis Cès           | 1,96   | France      |
| ?      | Bernard Tempez      | 1,87   | France      |
| ?      | Serge Pancaldi      | 1,88   | France      |
| ?      | Daniel Jaecklé      | 1,86   | France      |
| 3      | Séverin Granvorka   | 1,94   | France      |
| ?      | Patrice Fournier    | 1,87   | France      |
| ?      | Thierry Cousinier   | 1,78   | France      |